# スピンホール効果
スピンホール効果 (spin Hall effect, SHE) は1971年にロシアの物理学者Mikhail I. DyakonovとVladimir I. Perelにより予測された輸送現象。これは電流を運ぶサンプルの側面上でのスピン蓄積の出現からなり、スピン方向の符号は対する境界において反対である。円筒状のワイヤでは電流により誘起された表面スピンはワイヤ周りに巻き付く。電流の向きが逆になると、スピン配向も逆になる。

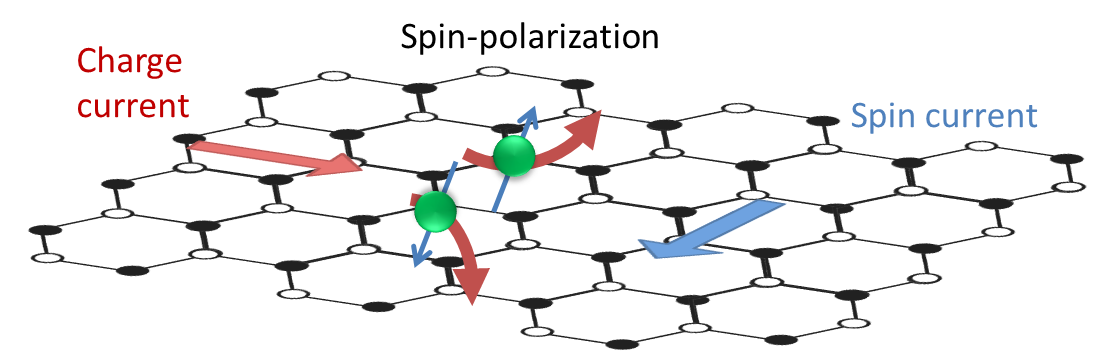
スピンホール効果の図

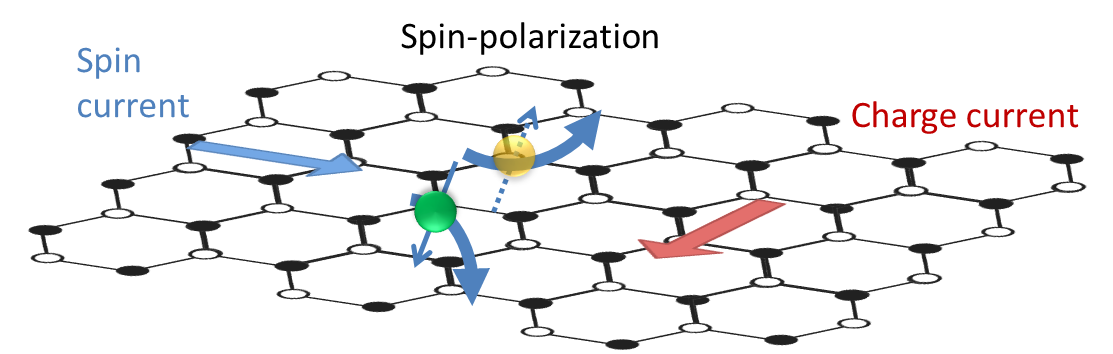
逆スピンホール効果の図

## 定義
スピンホール効果は、電流を運ぶサンプルの側面上でのスピン蓄積の出現からなる輸送現象である。対する表面の境界は反対符号のスピンを有する。これは、磁場中で電流が流れる試料の対する側面に反対符号の電荷が現れる古典的なホール効果に類似している。古典的なホール効果の場合、境界での電荷の蓄積は磁場によりサンプル中の電荷キャリアに働くローレンツ力の補償である。純粋にスピンを基にする現象であるスピンホール効果には磁場は必要ない。スピンホール効果はスピン軌道相互作用に由来し強磁性体で長年知られている異常ホール効果と同じ部類に属する。

## 歴史
（正・逆）スピンホール効果は1971年、ロシアの物理学者Mikhail I. Dyakonov と Vladimir I. Perelにより予測された。彼らはまた、初めてスピン流の概念を導入した。
1983年、AverkievとDyakonovは、半導体の光スピン配向下で逆スピンホール効果を測定する方法を提案した。この考えに基づく逆スピンホール効果の最初の実験的実証は、1984年にBakunらにより行われた。
「スピンホール効果」という用語は1999年にこの効果を再予測したHirschにより導入された。
実験的には、（正）スピンホール効果は最初の予測から30年以上後に半導体で観測された。

## スピンホール効果の物理的起源
2つの可能なメカニズムが電流（移動する電荷からなる）がスピン流（電荷の流れなしに動くスピンの流れ）に変換するスピンホール効果の起源となる。DyakonovとPerelにより考案された最初の（外部からの）メカニズムは、逆スピンを有するキャリアが材料中の不純物と衝突する際に反対方向に散乱するスピン依存のモット散乱により構成される。第2のメカニズムは物質固有の性質によるものであり、キャリアの軌道が物質の非対称性の結果として生じるスピン軌道相互作用によりゆがめられる。
電子と回転するテニスボールの間の古典的なアナロジーを用いることで、本質的な効果を直感的に描くことができる。テニスボールは空気中で回転方向に依存する方向に直線経路から逸れ、マグヌス効果として知られる。固体では、空気は物質の非対称性に起因する有効磁場に置き換えられ、磁気モーメント（スピンに関連する）と電場の間の相対運動が電子の運動をゆがめる結合を生成する。
普通のホール効果と同様、外因性および内因性メカニズムの両方が反対側の境界に反対符号のスピンの蓄積をもたらす。

## 数学的記述
スピン流は2階テンソル qij により記述され、1番目の指標は流れの方向を指し、2番目の指標は流れているスピン成分を指す。したがって qxy はx方向のスピンのy成分の流れ密度を表す。また、電荷流密度のベクトル qi （通常の電流密度 j=eq と関係する、eは電気素量）を導入する。スピンと電荷電流の間の結合はスピン軌道相互作用に起因する。1つの無次元結合パラメータYを導入することで、非常に簡単な方法で記述することができる。

## スピンホール磁気抵抗効果
スピンホール効果に磁場は必要ない。しかし、表面のスピン配向と垂直な方向に十分強い磁場を印加すると、スピンは磁場の向きの周りを歳差運動しスピンホール効果は消失する。よって、磁場の存在下では正スピンホール効果と逆スピンホール効果の組み合わさった作用はサンプル抵抗の変化をもたらし、スピン軌道相互作用での2次効果である。このことは1971年にすでにDyakonovとPerelにより指摘されており、後にDyakonovにより詳述された。近年ではスピンホール磁気抵抗効果は磁性材料と非磁性材料（スピン軌道相互作用の強いPt, Ta, Pdなどの重金属）の両方で実験的な研究が広く行われてきた。

## スピン流交換（スワッピング）
LifshitsとDyakonovによりスピンと流れの方向の交換（スワッピング）(qij → qji) からなるスピン流の返還が予測された。よって、yに沿って分極されたスピンのx方向の流れは、xに沿って分極されたスピンのy方向の流れに変換される。この予測はまだ実験的に確認されていない。

## 正スピンホール効果及び逆スピンホール効果の光学観測
正スピンホール効果及び逆スピンホール効果は光学的手段により観測することができる。スピン蓄積は、透過（または反射）光のファラデー（またはカー）偏光回転や放出光の円偏光を誘起する。放出光の変更を観測することにより、スピンホール効果を観測することができる。
最近では、正と逆効果両方の存在が半導体だけでなく、金属においても実証されている。

## 応用
スピンホール効果は電子スピンを電気的に操作するために使うことができる。例えば、電気的攪拌効果と組み合わせることでスピンホール効果が局所的な電導領域においてスピン分極をもたらす。